# Owen Rutter

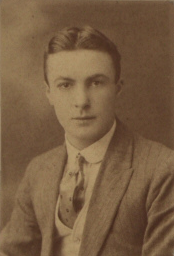
E.O. Rutter als Angestellter der BNBCC

Edward Owen Rutter (* 1889; † 1944) war ein britischer Historiker und Schriftsteller, der sowohl als Autor von Novellen als auch von Reiseberichten bedeutend war.

## Leben
Rutter trat 1910 in die Dienste der North Borneo Chartered Company. Wegen des Ersten Weltkriegs kehrte er 1915 von British Nord Borneo nach England zurück und wurde zum Kriegsdienst eingezogen. Rutter kämpfte als Mitglied des 7. Bataillons des Wiltshire Regiment in Frankreich und an der Saloniki-Front. Daneben gab er die Balkan News heraus, in der er unter dem Pseudonym „Klip-Klip“ den Song of Tiadatha veröffentlichte, seine Parodie von Henry Wadsworth Longfellows The Song of Hiawatha in Form einer Fortsetzungsgeschichte. Der Song of Tiadatha wurde als „eines der Meisterwerke der Lyrik des Ersten Weltkriegs“ gewürdigt und später als Tiadatha („Tired Arthur“) als Buch herausgegeben. Die Erzählung handelt von einem naiven, jungen Mann, der durch seine Kriegserlebnisse, insbesondere die Kämpfe gegen die Bulgaren an der Saloniki-Front, heranreift. Ein weiterer Schauplatz seiner Geschichte ist der Brand in Thessaloniki 1917. Dem Buch folgte 1922 ein zweiter Band, Travels of Tiadatha.
Begleitet von seiner Frau, von der viele der Fotografien in seinen Büchern stammen, reiste Rutter rund um den Globus und machte dabei ausgedehnte Zwischenstopps unter anderem in Borneo, Hongkong, Taiwan (Formosa), Japan, Kanada und den USA.
Unter seinen zahlreichen Büchern finden sich bekannte Werke wie The Scales of Karma (1940), Pirate Wind (1930), Triumphant Pilgrimage: An English Muslim’s Journey from Sarawak to Mecca (1937), Pagans of North Borneo (1929), und Through Formosa: An Account of Japan’s Island Colony (1923). Er verfasste auch Arbeiten über Captain William Bligh und die Meuterei auf der Bounty. Seine Novelle Lucky Star wurde 1935 als Once in a New Moon verfilmt. Triumphant Pilgrimage war eine Erzählung über David Chale, ein Pseudonym für Gerard MacBryan. Mehrere seiner Veröffentlichungen gehören zur linguistisch-anthrophologischen Quellenliteratur über die indigenen Völker Sabahs.
Ab 1933 wurde er Mitinhaber des Verlags Golden Cockerel Press. Während des Zweiten Weltkriegs arbeitete Major Rutter für das Ministry of Information und schrieb dort etliche Broschüren über die britischen Kriegserfolge.
Er war Fellow der Royal Geographical Society und des Royal Anthropological Institute und außerdem Mitglied des renommierten Athenaeum Club.

## Veröffentlichungen
- 1920 The Song of Tiadatha. archive.org.
- 1921 Chandu (Opium). Queensway Press, London.
- 1922 British North Borneo: An Account of Its History, Resources and Native Tribes. Constable and Co, London; archive.org.
- 1922 The Travels of Tiadatha. T. Fisher Unwin, London.
- 1923 The Dragon of Kinabalu. Bornean folk-tales
- 1923 General Sir John Cowans G.C.B., G.C.M.G. The Quartermaster-General of the Great War. Volume I (Co-Autor: Major Desmond Chapman-Huston). Hutchinson and Co, London.
- 1923 Through Formosa: An Account of Japan’s Island Colony. archive.org.
- 1924 General Sir John Cowans G.C.B., G.C.M.G. The Quartermaster-General of the Great War Volume II (Co-Autor: Major Desmond Chapman-Huston). Hutchinson and Co, London.
- 1925 Dog Days (An anthology of poems on dogs)
- 1925 The New Baltic States and Their Future: an Account of Lithuania, Latvia and Estonia. Methuen, London.
- 1926 Sepia. Hutchinson and Co, London. (1934 als Passion Fruit wiederveröffentlicht)
- 1928 Ask Me Another. T. Fisher Unwin, London.
- 1928 Golden Rain. T. Fisher Unwin, London.
- 1929 Lucky Star
- 1929 The Pagans of North Borneo. Hutchinson and Co, London.
- 1930 One Family, A Dream Of Real Things. Elkin Mathews & Marrot, London.
- 1930 The Pirate Wind: Tales of the Sea-Robbers of Malaya. Hutchinson and Co, London.
- 1931 (Hrsg.) The Court Martial of the Bounty Mutineers (William Hodge)
- 1932 The Monster of Mu. Ernest Benn, London.
- 1932 Once in a New Moon
- 1932 The Ostrich, at Colnbrook. With illustrations (Some British Inns. no. 14.)
- 1933 If Crab No Walk: A Traveller in the West Indies. Hutchinson and Co, London.
- 1933 What, Where & Who? A Book of Questions for Children. Benn, London.
- 1934 (Hrsg.) The History of the Seventh (Service) Battalion, the Royal Sussex Regiment. 1914–1919. Times Publishing Co, London.
- 1934 One Fair Daughter. Victor Gollancz, London.
- 1934 Passion Fruit (Erstveröffentlichung 1926 als Sepia)
- 1935 (Hrsg.) Rajah Brooke & Baroness Burdett Coutts. Consisting of the letters from Sir James Brooke to Miss Angela, afterwards Baroness, Burdett Coutts
- 1935 (Hrsg.) The Voyage of the Bounty’s Launch. Golden Cockerel Press.
- 1936 Clear Waters
- 1936 The True Story of the Mutiny in the Bounty (Newnes)
- 1936 Turbulent Journey: a Life of William Bligh Vice-Admiral of the Blue. Ivor Nicholson & Watson, London.
- 1937 Bligh’s Voyage in the Resource. Golden Cockerel Press.
- 1937 The First Fleet. The Record of the Foundation of Australia from its Conception to the Settlement at Sydney Cove. Compiled from Original Documents, with Extracts from the Log-Books of HMS Sirius. Golden Cockerel Press.
- 1937 Triumphant Pilgrimage: An English Muslim’s journey from Sarawak to Mecca
- 1938 Anne Alone. Michael Joseph, London.
- 1938 At the Three Sugar Loaves and Crown: a Brief History of the Firm of Messrs. Davison, Newman & Company Now Incorporated with the West Indian Produce Association Limited. Davison, Newman & Co, London; archive.org.
- 1938 Regent of Hungary: The Authorized Life of Admiral Nicholas Horthy. Rich and Cowan, London.
- 1939 (Hrsg.) John Fryer of the Bounty. Golden Cockerel Press.
- 1939 Portrait of a Painter. The Authorized Life of Philip de László (mit Fülöp Elek László)
- 1939 White Rajah. Hutchinson and Co, London.
- 1940 The Scales of Karma
- 1941 (Hrsg.) Allies in Arms. The Battle for Freedom
- 1941 The Land of Saint Joan. Methuen, London.
- 1943 Red Ensign: A History Of Convoy. Robert Hale, London.
- 1944 The British Navy’s Air Arm: The Official Story of the British Navy’s Air Operations
- 1946 (Hrsg.) ‚We Happy Few‘ An Anthology I: Britain at War II: Britain at Sea III: Britain in the Air. Golden Cockerel Press.
- Datum der Veröffentlichung unbekannt: The Four Leaf Clover
- Datum der Veröffentlichung unbekannt: One Family. A Dream of Real Things … Adapted from the film by Walter Creighton, with illustrations therefrom
- Datum der Veröffentlichung unbekannt: Rack Your Brain. A Naval Question Book
- Datum der Veröffentlichung unbekannt: Vendetta
- Datum der Veröffentlichung unbekannt: Violation: A Variation on an Old Theme